# Adolf Patrik Hamilton
Adolf Patrik Hamilton, född den 27 augusti 1852 i Bäcks socken, Skaraborgs län, död den 30 januari 1910 i Skövde, var en svensk greve och ryttmästare. 
Hamilton var son till ryttmästare Gustaf Ludvig Hamilton och Amalia, född Lewenhaupt, dotter till Adolf Patrik Lewenhaupt. 
År 1889 grundade han Svenska Kennelklubben, vars ordförande han var fram till sin död. Han har givit namn åt hundrasen hamiltonstövare (1921). Som officer var Hamilton chef för Statens remontdepå vid Strömsholm. Han blev hovjägmästare 1905.
Adolf Patrik Hamilton tillhörde ätten Hamilton. Han var bror till William och Percy Hamilton, svärfar till Carl-Reinhold von Essen, far till Harry Hamilton samt farfar till Stig och Henning Hamilton. Hamilton vilar på Solna kyrkogård.